# Luben Petkoff
Luben Petkoff Maleç (El Batey, Zulia, Venezuela, 11 de mayo de 1933 - Londres, Reino Unido, 21 de enero de 1999) fue un comandante guerrillero y político venezolano. Durante sus tiempos de guerrillero utilizó el seudónimo «Sucre».

## Biografía

### Familia
Hijo de los inmigrantes judíos Petko Petkov, búlgaro, e Ida Maleç (o Malek), judía polaca. Tuvo dos hermanos: Teodoro Petkoff y Mirko de quien era gemelo. Todos ellos se vincularon al Partido Comunista de Venezuela (PCV) y participaron en la resistencia contra el gobierno dictatorial del General Marcos Pérez Jiménez.

### Vida guerrillera
El 23 de enero de 1958 dirigió personalmente el asalto al edificio de la Seguridad Nacional durante la caída de la dictadura. En marzo de 1962 fue fundador del foco guerrillero de las FALN en la sierra de Yaracuy el cual fue desmantelado por la Guardia Nacional. Luego Petkoff fue detenido en el Cuartel San Carlos siendo enviado a la Cárcel Nacional de Trujillo después de un año de protestas. 
Se fugó en septiembre de 1963 del presidio y se integró al Frente Guerrillero José Antonio Páez de las FALN. De allí el PCV lo envió a China a realizar cursos de explosivos; sin embargo Luben se desvió por la ruta de Checoslovaquia hacia Cuba donde solicitó la ayuda de Fidel Castro ante la inminente rendición del Partido Comunista de Venezuela que deseaba renunciar a la lucha armada. Castro sólo le ofreció a 15 cuadros militares para que desembarcaran en Venezuela con una buena cantidad de dinero y armas para ayudar a la guerrilla de Douglas Bravo. Petkoff y el entonces coronel Arnaldo Ochoa, veterano de bahía de Cochinos, estuvieron al frente del desembarco de la llamada "Operación Simón Bolívar"  que se efectuó en las costas de Falcón el 18 de julio de 1966. Este grupo logró unificar al Frente Guerrillero José Leonardo Chirinos de las FALN. Luben participó en la Primera Conferencia de la Montaña entre el 26 y 29 de diciembre de 1966.
El 1 de enero de 1967 dirigió una columna guerrillera que salió hacia los Andes venezolanos en la llamada "Marcha de la Reunificación". En esta época la guerrilla se dedicó a caminar más de dos mil kilómetros entre los Estados Falcón, Yaracuy, Lara, Cojedes, Portuguesa, Trujillo y Barinas. Se presentaron muy pocos combates, siendo la fama de combativa de la guerrilla más leyenda que otra cosa.

### Fin de vida en la guerrilla
El 16 de marzo de 1968, Luben Petkoff con veinticuatro combatientes dividió las FALN alegando que se “irían a hacer la guerra de verdad”. Justamente al año exacto, el grupo se desmanteló totalmente. Luben marchó a La Habana en 1969. Regresó clandestinamente a Venezuela y fue capturado por la DISIP, el 18 de marzo de 1973 siendo condenado a 18 años de presidio por actividades terroristas. Trasladado al Cuartel San Carlos, posteriormente se acogió a la Política de Pacificación del presidente Rafael Caldera y fue puesto en libertad. El 7 de abril de 1975 trabajó en la CANTV hasta el 30 de noviembre de 1985. Posteriormente fundó una empresa para exportar cemento venezolano a Cuba.

### Muerte
Falleció de cáncer en Londres, Inglaterra el 21 de enero de 1999 mientras se sometía a tratamiento médico. Sus restos fueron llevados a Venezuela el 22 de enero y sepultado al día siguiente.